# Yonathan ben Ouzziel
Rabbi Yonathan ben Ouzziel (hébreu : יונתן בן עוזיאל) est un Tanna de la première génération, l’un des plus importants  disciples de Hillel Hazaken. Il est principalement connu pour être, selon la tradition talmudique, l'auteur du Targoum Jonathan, traduction en araméen des livres prophétiques de la Torah, toujours utilisé dans certaines liturgies, et dans l'exégèse de ces textes. Certains doutent du fait que Rabbi Yonathan soit bien l'auteur de cette traduction, mais cette attribution est acceptée par la tradition juive. Rabbi Yonathan ben Ouzziel serait aussi l’auteur d’un traité kabbalistique intitulé Megadnim.
Sa tombe se trouve à Amuka, en Galilée, près de Safed (Israël) et est un important lieu de pèlerinage. Traditionnellement, ceux qui n'ont pas d'époux se rendent à cet endroit afin de recevoir sa bénédiction et trouver ainsi un partenaire. Le Talmud (Sukkah 28a) dit que tandis qu'il était absorbé dans l'étude de la Torah, si un oiseau passait au-dessus de sa tête il s'enflammerait ; c'est-à-dire que lors de son étude la connexion avec les Cieux et les Sphères célestes était telle, qu'elle pouvait se matérialiser. Alors, la force spirituelle de cet homme saint pouvait se manifester de par sa concentration, de son érudition talmudique et de sa grandeur d'âme pieuse.